# Station Osakako
Station Osakako (大阪港駅, Ōsakakō-eki, lett. Osaka-haven-station) is een metrostation in de wijk Minato-ku in de Japanse stad Osaka. Het wordt aangedaan door de Chūō-lijn. Het station wordt voornamelijk gebruikt door bezoekers van het aquarium en het bijbehorende amusements- en winkelgedeelte, Tempōzan Harbor Bridge genaamd.

## Lijnen

### Chūō-lijn(stationsnummer C11)

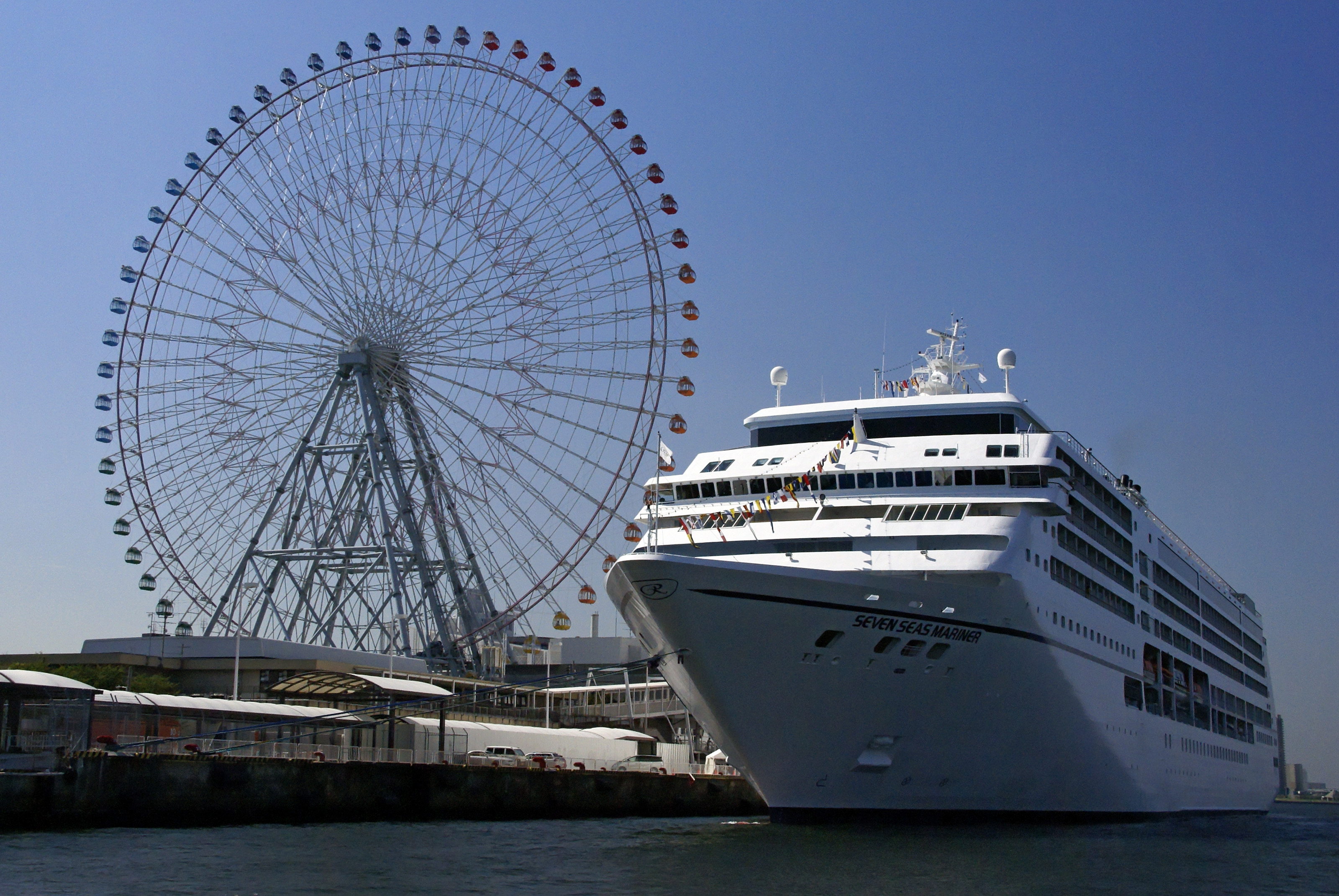
Het reuzenrad met op de voorgrond een cruiseschip

| 1 | ■ Chūō-lijn | richting Bentenchō, Hommachi, Morinomiya en Nagata |
| 2 | ■ Chūō-lijn | richting Cosmosquare                               |

## Geschiedenis
Het station werd in 1961 geopend aan metrolijn 1, thans de Chūō-lijn.

## Overig openbaar vervoer
- Bussen 44A, 60, 61, 72, 72A, 88 en de Kitako-bus.
- Tempōzan-veerboot.

## Stationomgeving
- Tempōzan Harbor bridge
  - Osaka Aquarium Kaiyukan
  - Tenpōzan Market Plaza
  - Suntory Museum Tenpozan
  - Reuzenrad
- Tempōzan-park
- Autoweg 172